# 格陵兰足球协会
格陵蘭足球協會是專門管轄格陵蘭足球事務的組織。該組織成立於1971年，其總部設在當地的首府努克。由於格陵蘭並不是主權國家，且格陵蘭島的永久凍土使其無法維持天然草坪。因此格陵蘭足球協會並不能加入國際足協和歐洲足協、中北美洲及加勒比海足球協會，但直布羅陀成功加入歐洲足聯和及後的國際足聯後，格陵蘭可能是下一個嘗試加入的成員國。。但它是NF-會議的成員。

## 外部連結
- 官方網頁